# Soldados Cobra
Los Soldados Cobra sirven como los soldados de pie básicos de la Organización Cobra, como parte de la línea de juguetes G.I. Joe: A Real American Hero, cómics y series animadas. Generalmente se representan como legiones de soldados uniformados, casi todos enmascarados para parecer anónimos, y muy diversificados según especialidades y funciones.

## Historia
Los Soldados Cobra se introdujeron en 1982, con el nombre en clave "El Enemigo". Estos son los soldados de infantería básicos equipados con equipo militar convencional (a diferencia de los pertrechos de más alta tecnología de los Vipers posteriores). Aparecieron de manera destacada tanto en la serie de dibujos animados como en la de cómics, y se los representó como poco inteligentes y un poco cobardes. Los soldados de infantería Cobra reciben una combinación de rifle de asalto y lanzagranadas, con visión nocturna avanzada, mira telescópica y telémetro. Los chalecos antibalas de varias capas y los cascos compuestos con equipo de comunicaciones incorporado son un problema estándar. Los Vípers están magníficamente entrenados, formidablemente equipados y altamente motivados.

## Otros Soldados Cobra
Más tarde, los Soldados Cobra consistieron en tropas de comunicaciones, especialistas en informática, seguridad y soldados. Algunos de los más destacados incluyen:

### Vipers
Viper es el nombre en clave dado a la gran mayoría de los Soldados Cobra. Con la excepción del soldado de infantería Viper, el nombre en clave "Viper" suele ir precedido por su área de especialización.
Introducidos en 1986 como reemplazo de los soldados Cobra, los soldados de infantería Cobra Viper complementan a los soldados Cobra tanto en la serie de dibujos animados como en la de cómics. El concepto, introducido originalmente en 1985 con la introducción de "Tele-Vipers" (expertos en comunicación), evolucionó rápidamente hasta convertirse en un sufijo general para todas las futuras tropas Cobra (como Air-Viper, Ice-Vipers, Desert-Vipers, Techno-Vipers, etc.). Hasbro a menudo ha alternado entre establecer a los Vipers como la posición de nivel de entrada en la legión de Cobra, o para que sean la élite de las tropas terrestres de Cobra, en la medida en que sean iguales o superiores a las tropas de soldados regulares.
Los Vipers pueden optar por un entrenamiento adicional que les permita transferirse a unidades especializadas, enfocándose en especialidades militares específicas. Estas unidades se consideran de élite y se examinan constantemente para comprobar su eficacia. Algunos se renombran y reorganizan, se absorben en otras unidades o, a veces, se eliminan por completo. Algunas unidades personalizan su cadena de mando, lo que permite designaciones Viper únicas con líderes distintos.

### Eels
Los Cobra Eels son los especialistas en demoliciones submarinas de las legiones Cobra. Se someten a un riguroso programa de entrenamiento en dos partes, primero en las aguas infestadas de tiburones y piratas del Caribe, y luego en las gélidas profundidades del Atlántico Norte. Su régimen de entrenamiento incluye ingeniería marina, artillería explosiva, técnicas de lucha submarina y geología marina. Los Eels son responsables de dotar y operar los puestos avanzados marinos de Cobra disfrazados de plataformas de perforación en alta mar y de aumentar las tripulaciones de los grandes buques de guerra de Cobra.

### Lampreys
Los Cobra Lampreys son los soldados de asalto anfibios de Cobra, responsables del funcionamiento de los vehículos navales Cobra, patrullan las bases navales y atacan. Se seleccionan de las unidades Eel y se consideran élite entre los soldados navales Cobra, y solo los Cobra Moray se consideran superiores. Para calificar para el entrenamiento de Lamprea, los candidatos deben ser Soldado Cobra en las mejores condiciones físicas, haber completado su entrenamiento de anguila y haber estado operativo como anguila durante más de un año. La formación es muy selectiva, y más del 50% de los aspirantes abandonan antes de finalizar el curso.

### Morays
Los Morays son el siguiente paso en la guerra marina, evolucionando desde la división más elitista de Eel. Deben someterse al mismo riguroso programa de entrenamiento, que incluye técnicas de lucha submarina, el estudio de la geología marina y el uso de artefactos explosivos. Sin embargo, los Moray también utilizan la misma ingeniería biotecnológica que utilizan los Neo-Vipers, lo que les da mayor fuerza, visión submarina y cuerpos que pueden soportar mejor las presiones del buceo en aguas profundas.

### Snow Serpents
Snow Serpents son la rama especialista en el Ártico de Cobra. Deben someterse al mismo riguroso programa de entrenamiento que las anguilas, con la adición de un curso de clima frío de seis meses, en algún lugar por encima del círculo polar ártico. Otros aspectos de su entrenamiento incluyen operaciones aéreas en condiciones árticas, procedimientos antitanques y el uso de raquetas de nieve, esquís y kayaks.

### Crimson Guard
Los Crimson Guard son los soldados de élite de las legiones Viper de Cobra, bajo el mando directo de Tomax y Xamot, pero completamente leales al Comandante Cobra, sirviendo como su guardia personal.

### Python Patrol
Python Patrol es un nombre en clave dado a un subgrupo de Vipers y otras tropas Cobra cuyos uniformes se han sometido al proceso de "pitonización". Esto hace que sus uniformes sean inmunes al radar y otras formas de detección electrónica. La unidad ha sido dirigida tanto por Copperhead y el Mayor Bludd. En un caso, Zarana lidera una unidad en un ataque a la sede de G.I. Joe, El Pozo.

## Lista de soldados Cobra
- Air Devil - Soldado de Asalto Aéreo Acrobático
- B.A.T.s - los androides de Cobra. Su nombre es la abreviatura de Battle Android Troopers.
- Cobra Blackstar - Piloto espacial Cobra Elite
- Cobra C.L.A.W.S. - Especialista en armas blindadas ligeras de combate; Soldado de armas pesadas
- Cobra Coils - Conductores de vehículos de persecución de alta velocidad; Conductor de fuego Cobra Tread
- Cobra Eels - Hombre Rana Cobra
- Cobra H.I.S.S. Driver - Controlador Cobra HISS
- Cobra Moray - Soldado de élite submarino
- Cobra Officer - Líder de escuadrón Cobra
- Cobra Stinger Driver - Conductor Cobra Stinger
- Cobra Soldier - Infantería Básica Cobra
- Desert Scorpion - Soldado del desierto Cobra
- Incinerators - Lanzallamas Cobra
- Lampreys -  Piloto Cobra Moray Hydrofoil
- Night Creepers - Mercenarios Cobra Ninjas
- Night Vulture - Soldado Cobra Air Recon
- Sea Slugs - Piloto Cobra Sea Ray
- Snow Serpent - Asalto Cobra Polar
- W.O.R.M.S. - Especialistas en máquinas robustas de artillería de armas; Conductor de gusano Cobra

### Lista de variaciones de Viper
| - Aero-Viper - Piloto Cóndor Z25 - Air-Viper - Aprendiz de la Fuerza Aérea Cobra - Alley Viper - Soldado de asalto urbano Cobra - Astro-Viper - Cobranauta - A.V.A.C. - Air-Viper, clase avanzada; piloto de murciélago de fuego - Bio-Viper - Mega-Monstruo anfibio - Cobra Viper - Infantería Cobra - Cyber-Viper - Oficial Cibernético - Desert-Viper - Soldado del desierto Cobra - Elite-Viper - oficial de regimiento de élite - Fast Blast Viper - combate de campo - Flak-Viper - Soldado antiaéreo Cobra - Frag-Viper - Lanzagranadas Cobra - Gyro-Viper - piloto de Mamba - Hazard-Viper - especialista en toxinas | - H.E.A.T. Viper - Alto explosivo, antitanque; Soldado cobra bazooka - Heli-Viper - Soldado Cobra Battle Copter - Hydro-Viper - Soldado de élite submarino Cobra. También conocido como los "demonios de las profundidades" - Ice-Viper - Conductor Cobra WOLF - Jungle-Viper - soldado de asalto de la selva - Kitchen Viper - solo se menciona en los cómics; nunca visto en realidad - Laser-Viper - Soldado láser Cobra - Medi-Viper - Soldado médico - Mega-Viper - Entrenador de mega-monstruos - Monstro-Viper - Mega-Monstruo salvaje - Motor-Viper - Piloto Cobra Stun - Nano-Viper - Comando Cobra | - Neo-Viper - oficial/soldado de infantería - Night-Viper - Luchador nocturno Cobra - Ninja-Viper - artes marciales - Nitro-Viper - Controlador de detonador - Para-Viper - Paracaidista Cobra - Pit-Viper - soldado de infiltración - Range-Viper - Soldado salvaje Cobra - Raptor-Viper - - Red Ninja-Viper - guerrero ninja - Rock-Viper - Soldado de montaña Cobra - Sand-Viper - infiltrado en el desierto - S.A.W. Viper - Armas semiautomáticas; Artillero de ametralladoras pesadas Cobra - Secto-Viper - Conductor Cobra Bugg - Shadow-Viper - contra inteligencia | - Shock-Viper - soldado de asalto de fuego - Sludge-Viper - Residuos peligrosos Cobra Viper - Star-Viper - piloto Cobra Stellar Stiletto - Strato-Viper - Piloto Cobra Night Raven S³P - Street-Viper - soldado de combate urbano - Sub-Viper - demoliciones submarinas - Swamp-Viper - soldado de asalto anfibio - Techno-Viper - Técnico de campo de batalla de Cobra - Tele-Viper - comunicaciones Cobra - Terra-Viper - Piloto Cobra Mole Pod - Toxo-Viper - Soldado de entorno hostil Cobra - Track-Viper - Conductor H.I.S.S. II - Viper Guard - Infantería Cobra - Viper Pilot - piloto de planeador de ataque |

Las Hydro-Vipers son en realidad parte de las Cobra Eels, y las Ice-Vipers son parte de las Snow Serpents. Hasbro nunca ha explicado cómo es que estas tropas son "Vipers" y, sin embargo, parte de una unidad que no es Viper.

## Juguetes
La primera figura en recibir la designación "Viper" fue el Piloto Viper (incluido con el Cobra Viper Attack Glider) en 1983. En 1985, Hasbro lanzó Tele-Viper (Comunicaciones Cobra) junto con otras tropas Cobra sin la designación Viper, como la Snow Serpent (Asalto Cobra Polar) y la Eel (Hombre Rana Cobra).
En su mayor parte desde entonces, las tropas Cobra, incluidos los conductores y pilotos, han tenido el nombre en clave Viper adjunto a su área de especialización. La figura Soldado Cobra fue el soldado de infantería estándar de Cobra, hasta 1986, cuando Hasbro lanzó la figura Cobra Viper. El uniforme de Viper presentaba un chaleco antibalas negro y una máscara espejada que se parecía a la máscara de batalla que usaba el Comandante Cobra. Esta figura se lanzó más tarde como parte de las sublíneas Python Patrol y Sonic Fighters de G.I. Joe en colores alternativos, en 1989 y 1990 respectivamente. 
En 1994, se lanzó una nueva figura de Viper de infantería estándar con una nueva apariencia (armadura púrpura con máscara de gas). En la serie de cómics G.I. Joe publicada por Marvel Comics, esta versión de Viper fue retratada en un color amarillo dorado. Este nuevo uniforme no duró mucho y el aspecto más familiar de Viper regresó más tarde.

## Cómics

### Marvel Comics
Alley Vipers hizo su primera aparición en el número 92 de la serie G.I. Joe. Luchan contra el equipo G.I. Joe en la ciudad ficticia de Río Lindo.
Varios Cobra Vipers luchan contra el equipo Joe en el número 113, en el país ficticio de Benzheen, incluidos Alley Vipers, Frag-Vipers y un Range-Viper. An Alley-Viper y Frag Viper envían a un niño al fuego, esto atrae a Sneak Peek, a quien Range-Viper mata. Otros Joes asaltan la posición de Cobra, y Alley-Viper es asesinado por Stalker.
Alley Vipers también luchan contra Mutt y Spirit en Millville, una ciudad que Cobra intentaba conquistar, y aparecen en el número 145, donde luchan contra G.I. Joe en Borovia.

### Devil's Due
Vipers son vistos trabajando en estrecha colaboración con Dreadnoks en el primer impulso de Cobra para revivir en siete años. Luego ellos trabajan en estrecha colaboración con los Iron Grenadiers. En un intento por reclamar el poder en Estados Unidos, las fuerzas Cobra han usado nanos microscópicos para atacar todo, desde sistemas de comunicación hasta ciudadanos al azar. Los aliados de Vipers y Cobra se presentan como "salvadores", pero son simplemente asesinos absolutos, por ejemplo, asesinan a todos los miembros de un convoy de socorro de la Guardia Nacional de los Estados Unidos y distribuyen los suministros ellos mismos. Los Vipers son parte de las fuerzas que marchan hacia la Casa Blanca, que está defendida por un esfuerzo multimilitar, incluidos varios soldados de Joe. Los Vipers matan a varios novatos de Joe (llamados colectivamente "Greenshirts").
Varios Alley-Vipers mueren mientras ayudan a los Dreadnoks a luchar contra un Battle Android Trooper fuera de control. Un solo Alley-Viper es parte del equipo que peina la Isla Cobra en busca del infiltrado Barrel Roll. Varios Alley-Vipers son parte de las fuerzas Cobra que se infiltran en la ciudad de New Moon, Colorado, y también se utilizan en una demostración Cobra en Safeco Field en Seattle, Washington. 
Un Range-Viper con nombre en código Skull Buster había hecho su hogar en las tierras salvajes de Namibia. Cuando Shipwreck y Cover-Girl llegan a la orilla, decide matarlos fingiendo su muerte por exposición; un simple asesinato causaría demasiada investigación e interrumpiría su 'retiro' en el monte. Shipwreck aturde al hombre con veneno de escorpión y lo devuelven a la civilización, un destino que teme.
Un Range-Viper en particular con nombre en código Body Bags aparece en una historia de larga duración en los cómics de America's Elite. Es uno de los muchos seleccionados de las filas de los soldados Cobra para unirse a La Plaga, la última respuesta de Cobra a la élite del equipo G.I. Joe.
Dos Vipers se ve envuelto en los eventos de la serie del universo alternativo, G.I. Joe Vs. Transformers 2. Al igual que con otros personajes prominentes de Joe y Cobra, aceptan ayudar a rescatar a los Transformers varados en el tiempo. El fracaso significa la no existencia para todos los seres humanos. Un Viper, Percy, va con la Baronesa, Beach-Head y Roadblock y Prohibición y trata de ayudar allí; aunque en su mayoría es ridiculizado por sus esfuerzos. Otro ayuda a tres Joes en tiempos de dinosaurios, convirtiendo un equipo de Autobots en Dinobots.

## Dibujos animados

### Sunbow
Los Soldados Cobra eran los soldados de infantería de Cobra en la caricatura Sunbow G.I. Joe: A Real American Hero. Ellos fueron expresados por varios actores de voz, incluidos: Michael Bell, Arthur Burghardt, Peter Cullen, Pat Fraley, Buster Jones, Chris Latta, Bill Ratner, and Frank Welker.
Los Cobra Vipers hicieron su primera aparición animada en "Arise Serpentor Arise!", que comenzó la segunda temporada de la serie producida por Sunbow. Se utilizaron como infantería común durante el resto de la temporada, reemplazando principalmente a los soldados Cobra enmascarados azules y negros de la primera temporada (aunque esos soldados todavía aparecerían de vez en cuando).
Un Viper fue expresado por Michael Bell. Las Strato-Vipers que hablaron fueron expresadas por Jack Angel y Bill Ratner. Los Tele-Vipers que hablaron fueron interpretados por Michael Bell, Chris Latta y Frank Welker.

### DiC
Los Soldados Cobra también fueron soldados de a pie en la caricatura DiC G.I. Joe: A Real American Hero. Algunos de los Soldados Cobra leales al Comandante Cobra se convirtieron en soldados Python Patrol del Comandante Cobra.
Después de G.I. Joe: The Movie, en la serie de dibujos animados de DiC, los principales Cobra Vipers con cara plateada fueron reemplazados por varias ramas de Vipers (como Range-Vipers y Laser-Vipers).
Los Alley Vipers jugaron un papel importante en la trama de la primera miniserie de la caricatura G.I. Joe producida por DiC. Scoop, miembro de G.I. Joe, está entrenando como Crimson Guardsman, y su amigo más cercano en Cobra es Alley Viper. Scoop ayuda al Comandante Cobra a recuperar el control de Serpentor.
Los Range-Vipers aparecieron en muchos episodios de la caricatura. Dos Range-Vipers parecían tener una venganza contra dos miembros de G.I. Joe: Capitán Grid-Iron y Ambush.
- El primer Ranger-Viper apareció en "Pigskin Commandos", él jugó como mariscal de campo del equipo de fútbol profesional, pero odiaba a Grid-Iron, que era el mariscal de campo del otro equipo.
- El segundo Ranger-Viper era una mujer llamada Ivy, que solía ser amiga de Ambush. Ella pudo encontrar todos sus escondites hasta que Ambush desapareció para unirse a G.I. Joe y juró matarlo porque se fue sin despedirse.

Techno-Vipers e Hydro-Vipers solo aparecieron (en cuanto a dibujos animados) en los comerciales, ya que la caricatura Sunbow de los 80 había terminado su producción cuando se lanzaron sus figuras.

### G.I. Joe: Sigma 6
Los Soldados Cobra aparecen en G.I. Joe: Sigma 6.

### G.I. Joe: Resolute
Los Soldados Cobra aparecen en G.I. Joe: Resolute. Alley Vipers se actualizaron para la caricatura Resolute y vestían un uniforme completamente azul.

### G.I. Joe: Renegades
Los Soldados Cobra en G.I. Joe: Renegades fueron representados como los guardias de seguridad de las instalaciones de Industrias Cobra, como Farmacéuticas Cobra. Ellos fueron expresados por Charlie Adler, Carlos Alazraqui, Michael Bell, Matthew Yang King, Andrew Kishino, Jason Marsden, Khary Payton y Kevin Michael Richardson.
En G.I. Joe: Renegades, también hay diferentes Vipers que no son humanos:
- Los Bio Vipers son criaturas artificiales creadas por el Doctor Mindbender a partir de un líquido azul desarrollado a partir de plantas alteradas experimentalmente. Originalmente, los Bio-Vipers carecían de un sistema nervioso y mostraban debilidades a las explosiones y herbicidas. Sin embargo, Mindbender actualiza sus creaciones con chips bio-amortiguadores, lo que los hace más inteligentes, pero los deja vulnerables a los disparos en la cabeza. Estas criaturas comparten muchos rasgos y atributos con los "sintoides" de la caricatura original y parecen ser un homenaje a ellos.
  - Un extraño accidente causado por Ripcord al absorber materia Bio-Viper en su cuerpo, creó el potencial para producir un híbrido humano-Bio-Viper, con el Comandante Cobra viendo el potencial de lograr la inmortalidad a través de él, luego de que el Doctor Mindbender lo experimentara. Para garantizar el control, el Doctor Mindbender coloca un chip de control en Ripcord para convertirlo en un Bio-Viper cuando lo ordene. Después de los eventos de "Prodigal", Doctor Mindbender intenta duplicar la combinación de ADN en "The Anomaly".
- Durante los eventos de "The Enemy of My Enemy", el Doctor Mindbender se ve obligado a trabajar junto a Destro para combinar su investigación y producir una combinación de los exotrajes Bio-Viper y M.A.R.S. Aunque los intentos anteriores fallaron, el Doctor Mindbender ideó una fusión perfecta en la creación de los Mecha-Vipers.
- En "White Out", Shadow Vipers son versiones de color negro de Bio Vipers, que se crearon para responder a los comandos mentales de Storm Shadow, después de que Tomax y Xamot se usaran para establecer un vínculo psíquico. Los Shadow Vipers pueden materializar cualquier parte de ellos en armas ninja, desde brazos con hojas de katana hasta shurikens.
- Un Techno-Viper es un prototipo de Bio-Viper especialmente creado que se sintetizó con nanotecnología, lo que le permite absorber energía y manipular cualquier máquina con la que entre en contacto. Pero como el prototipo Techno-Viper era incontrolable, Industrias Cobra tuvo que ponerlo en un contenedor y mantenerlo a bajas temperaturas.
  - Durante los eventos de "Shipwrecked", G.I. Joe encontró un contenedor que contenía un prototipo de Techno-Viper en Canadá y luego se deshizo de él. Durante la pelea, Scarlett logró establecer que el destino de Techno-Viper fuera del Castillo McCullen en Escocia. Al enterarse de esto, mientras él y la Baronesa interrogaban a los Joes, Destro sospecha que el Doctor Mindbender probablemente programó a Techno-Viper para deshacerse de él.
- Aunque el primer intento de Mindbender fue aparentemente un fracaso, el código híbrido humano / Bio-Viper artificial llamado 14-C logró reformarse en las alcantarillas de la ciudad de Nueva York. Su acecho en las alcantarillas hizo que se le llamara víbora de alcantarilla. Sin embargo, al carecer de la capacidad de asumir forma humana, Sewer Viper llevó a un niño llamado Reggie a las alcantarillas, mientras lastimaba a un adolescente llamado Ray por intimidarlo. La noticia de esto atrajo la atención del Comandante Cobra, ya que le ordena al Doctor Mindbender que recupere el Sewer Viper antes de que sea capturado por las autoridades. Al mismo tiempo, Duke, Roadblock, Tunnel Rat y Ripcord descienden a las alcantarillas para encontrar a Reggie y Sewer Viper, que se revela como un buen tipo. Al acudir en ayuda de los Joe cuando es capturado por Mindbender, se revela que Sewer Viper carece de un chip de control mientras logra quitar el chip de control de Ripcord. Sewer Viper se sacrifica, absorbiendo la explosión del mecanismo de seguridad que instaló Mindbender, en caso de que se rompa su vínculo mental con los chips de control de Bio-Vipers.

## Película

### G.I. Joe: The Rise of Cobra
En la película de 2009 G.I. Joe: The Rise of Cobra, los Neo-Vipers eran soldados Cobra que fueron mejorados con nanomites por El Doctor. Estas mejoras eliminaron sus instintos de autoconservación y su sentido del dolor, y los hicieron completamente obedientes a Cobra.
Cobra Vipers originalmente consistía principalmente en mercenarios y criminales, sin embargo, después de la finalización de toda la nano experimentación de Cobra, Neo-Vipers puede haber consistido principalmente en soldados secuestrados de todo el mundo. Veinte mercenarios fueron seleccionados para la dolorosa serie de inyecciones, y los que no murieron se convirtieron en súper soldados.
Cada sujeto fue inyectado con 1,000 CC de solución de nanomite, que dejó una pequeña cicatriz en forma de cabeza de una pequeña cobra (todos los miembros de Cobra inyectados con nano llevan esta marca, incluidos Baronesa, Zartan y mucho más tarde Destro). Después de la inyección, los nanomites especialmente diseñados atacan y reconectan el sistema nervioso central del sujeto, lo que hace que el sujeto esté completamente bajo el control absoluto de su controlador (la única excepción a esto fue Zartan, quien destruyó los nanomites de control neural antes de ser inyectado).

## Videojuegos
Algunos Vipers (como Hydro-Vipers y Toxo-Vipers) aparecieron como enemigos habituales en el videojuego G.I. Joe de 1991 para Nintendo Entertainment System. Inusualmente para alguien que no es un individuo, un Range-Viper apareció como jefe en el juego.
Vipers también apareció en el juego G.I. Joe: The Atlantis Factor.
Konami lanzó un videojuego G.I. Joe solo para arcade en 1992. Los Vipers eran enemigos destacados.

## Otras obras
- Cobra Vipers es un elemento importante de la trama en la novela Divide and Conquer de G.I. Joe.[26]
- Una figura de Viper aparece brevemente en la novela de ficción 6 Sick Hipsters. En la historia, el personaje Paul Achting pasó cuatro años recolectando figuras de G.I. Joe para crear una escena de batalla entre Joes y Cobra. Mientras imaginaba los personajes en su cabeza, observó el "núcleo del Comando Cobra" encima de un baúl de juguetes de roble, muy por encima de la gruesa alfombra de pelo largo, mientras que un Viper cercano, "uno de los muchos soldados de infantería vestidos de manera similar, estaba listo junto a un copia irregular de The Haunted Spy".[27]
- Range-Viper se menciona como uno de los muchos juguetes Cobra en un artículo del New Yorker, página 142, impreso el 10 de diciembre de 1993.